# スキャンダル (1976年のイタリア映画)
『スキャンダル』（Scandalo）は1976年のイタリアの官能映画。監督はサルヴァトーレ・サンペリ、出演はリザ・ガストーニとフランコ・ネロなど。薬局を営む人妻と使用人の不倫関係を描いている。1976年10月に開催された第1回トロント国際映画祭で初上映された。

## ストーリー
第二次世界大戦中の1940年の南仏で薬局を営むブルジョア階級の女性エリアーヌは、大学教授の夫アンリと娘ジュスティーヌと幸せに暮らしていたが、仕事と趣味に没頭する夫との間に性生活はなく、満たされぬ想いを抱いていた。ある夜、薬局で下働きをしているアルマンが、愛人の女性店員ジュリエットと間違えてエリアーヌを暗闇で抱きしめてしまったことから、エリアーヌはアルマンを男として意識するようになる。そんなエリアーヌの想いを見透かしたアルマンはエリアーヌを誘惑し、強引に自分の肉体の虜にしてしまう。アルマンの言いなりとなったエリアーヌが、ジュリエットの目前で辱めを受けて取り乱したために、恐れをなしたアルマンは逃げ出して店を辞めてしまうが、彼を忘れられないエリアーヌに呼び戻されると、ブルジョア階級に対する復讐のようにエリアーヌを性奴隷として扱うようになる。さらに、自分との関係を続けたければ娘ジュスティーヌを差し出せと命令するアルマンに、エリアーヌは混乱しつつも従ってしまうが、娘がアルマンに抱かれる姿を見て、ようやく正気を取り戻す。空襲警報が鳴り響き、町中の人々が逃げ出す中、エリアーヌからアルマンとの関係を告白されながらも何もしないままでいたアンリはベッドに横たわる。そこに睡眠薬を大量に飲んだエリアーヌがやって来てベッドに入ると、2人は手を握り合う。空襲は激しさを増し、エリアーヌとアンリ、アルマンとジュスティーヌが中に残されたまま、建物は炎に包まれる。

## キャスト
- エリアーヌ・ミシュー: リザ・ガストーニ（イタリア語版） - 薬局を経営する女性。
- アルマン: フランコ・ネロ - 薬局の雑用係。
- アンリ・ミシュー: レイモン・ペルグラン（フランス語版） - エリアーヌの夫。大学教授。
- ジュリエット: アンドレア・フェレオル（フランス語版） - 薬局の店員。看護師の資格あり。既婚。
- ジュスティーヌ・ミシュー: クラウディア・マルサーニ（イタリア語版） - エリアーヌとアンリの15歳の娘。